# Aeropuerto Hall Caine
El Aeropuerto Hall Caine (en inglés: Hall Caine Airport) Fue un campo de aviación en la Isla de Man,
 que se encuentra cerca de Ramsey. Fue llamado así en honor de Sir Thomas Henry Hall Caine, gracias a los esfuerzos de sus hijos Gordon Hall Caine y Derwent Hall Caine, que fueron los iniciadores del proyecto. El aeropuerto floreció durante un corto período antes del estallido de la Segunda Guerra Mundial.  Desde 1935-1937 manejaba vuelos regulares de pasajeros nacionales a aeropuertos ingleses, escoceses e irlandeses. Para 1937 había caído en desuso, principalmente debido a su ubicación.